# شهرداری پسنیکا
شهرداری پسنیکا (به لاتین: Municipality of Pesnica) یک منطقهٔ مسکونی است که در اسلوونی واقع شده‌است. شهرداری پسنیکا ۷۵٫۸ کیلومتر مربع مساحت و ۷٬۲۴۴ نفر جمعیت دارد.